# 韋布城 (密蘇里州)
韋布城（英語：Webb City）是位於美國密蘇里州賈斯珀縣的城市。

## 人口
根據2020年美國人口普查的數據，韋布城的面積為22.38平方千米，皆為陸地。當地共有人口13031人，而人口密度為每平方千米582人。